# Münzkabinett (Dresda)
Il Münzkabinett (in italiano: Gabinetto numismatico) è parte della Staatliche Kunstsammlungen Dresden (Collezioni statali d'Arte di Dresda). Fondata verso il 1530, è uno dei più antichi musei della città, ed è situato nel castello di Dresda.
Il Münzkabinett di Dreasa fa parte delle tre più ampie collezioni numismatiche in Germania. I suoi ca. 300 000 oggetti comprendono monete dalla maggior parte dei paesi del mondo, dall'antichità al giorno d'oggi, medaglioni storici e moderni, medaglie e insigne onorifiche, banconote e titoli storici, conii per la produzione di monete e medaglie, sigilli, modelli, prime forma di moneta, nonché macchine per la coniazione e altri equipaggiamenti. Il Münzkabinett, che è anche un centro di ricerca e possiede una biblioteca di circa 30 000 volumi, è un Landesmünzkabinett cioè una collezione statale ufficiale, e ha diritto di prelazione su tutti i tesori monetari trovate nel territorio della Sassonia.

## Storia
Il Münzkabinett è uno dei più vecchi musei di Dresda, che risale al tempo di Giorgio di Sassonia. Nei secoli la collezione è stata ampliata grazie alla costante acquisizione di oggetti da parte degli Elettori e Re di Sassonia. Agli inizi del XVIII secolo il Münzkabinett di Dresda era già una collezione di monete famosa in Europa. La collezione aumentò di importanza durante il periodo barocco. All'inizio della seconda metà del XVIII secolo il Münzkabinett divenne anche un importante centro tedesco per la ricerca.
La collezione fu ospitata al castello di Dresda fino al 1743, quando fu spostata Taschenbergpalais. Nel 1786 fu trasferita al Japanisches Palais dall'Elettore Federico Augusto II, il figlio di Augusto il Forte, assieme alla biblioteca a alla collezione di antichità. Nel 1877, il Münzkabinett fu spostato di nuovo al castello di Dresda. Dal 1911 al 1945, fu ospitata dal palazzo della Cancelleria, accanto al cortile dello Stallhof.
Alla fine della guerra, nel 1945, la collezione fu confiscata dall'Armata Rossa e portata nell'Unione Sovietica. Tornò a Dresda nel 1958, ma senza i libri e riviste che erano state prese assieme. Dal 1959 al 2002, una selezione di monete e medaglie fu mantenuta in esposizione all'Albertinum. Nell'estate del 2002 il Münzkabinett fu finalmente spostato al posto di origine, il Georgenbau del Castello di Dresda. Mentre l'esposizione permanente è collocata al castello, il museo organizza una serie di mostre temporanee nella Hausmannsturm (torre Hausmann).

## Mostre e biblioteca
La mostra del alla Hausmannsturm è aperta da aprile fino a ottobre. Vi sono visibili circa 300 oggetti eccezionali, compresi alcuni rari e unici, che rappresentano una sezione di varie parti della collezione. Gli oggetti in esposizione son selezionati per la loro qualità artistica, il valore materiale, e il loro significato nella storia della cultura. Alcuni sono esposti per documentare lavori di restauro. Questa piccola mostra stagionale ha lo scopo di attirare l'attenzione publica sulla esposizione permanente che il Münzkabinett metterà a disposizione quando saranno terminati i lavori di restauro del castello, i cui completamento è previsto per il 2013.
Per i lavori di ricerca, collezione dispone di una biblioteca di circa 30 000 volumi. La biblioteca e una sala di studio sono aperti al pubblico.